# 雲定興
雲 定興（うん ていこう、生没年不詳）は、隋の官僚・軍人・技術者。

## 経歴
雲定興の前半生は知られていない。定興の娘は隋の皇太子楊勇にとついで昭訓となったが、楊勇が廃位されると、除名されて少府に配された。定興は先立って昭訓の明珠絡帳を得ており、ひそかに宇文述に賄賂として贈り、これにより宇文述と交遊をもつようになった。定興は時節ごとに必ず賄賂を贈り、音楽を宇文述と楽しんだ。宇文述はもとより新奇な服を着るのを好み、当時の風俗の先端で輝いていた。定興は宇文述のために馬の鞍の下に敷く敷物を作り、後方の角の上3寸四方を欠けさせると、白色を露わにした。当時の軽薄な者たちは争ってこれを真似して、許公缺勢といった。また寒天の日に、定興は「宿衛に入内するときには、必ずや耳が冷たくなりましょう」といって、頭巾に鋏を入れて、深く耳を覆えるようにした。これもまた当時の人たちに真似されて、許公袙勢と名づけられた。宇文述は大喜びして「雲兄の作るものは、必ず風俗を変えることができる」といった。後に煬帝は四方の諸民族を討伐するために、大規模に兵器を製造させようとした。宇文述が定興を推薦すると、少府工匠に勅命が下り、兵器の製造はいずれも定興の指示を仰ぐこととなった。
宇文述は定興のために官を求めさせようとして、「あなたの製造した兵器はいずれも上の心にかなっているのに、いまだにあなたが官を得られないのは、長寧王楊儼らの兄弟（楊勇の子どもたち）がまだ死なずにいるからだろう」と定興にいった。定興は自分の孫たちが含まれていたにもかかわらず、「かれらは無用の者たちです。どうしてかれらを殺すよう上にお勧めなさらないのですか」といった。そこで宇文述は「房陵王楊勇の諸子たちは、その年齢も成人となってまいりました。早急に処分なさいますようお願いします」と上奏した。煬帝はこれに従って、長寧王楊儼を毒殺し、さらにはその7人の弟たちを嶺南に分散して流刑に処す途中に使者を派遣して全員を殺害させた。
大業5年（609年）、煬帝が軍の大規模な閲兵を実施すると、防具や武器の充実を称賛した。宇文述は「いずれも雲定興の功であります」と上奏した。そこで定興は少府丞に抜擢された。ほどなく何稠に代わって少監となり、衛尉少卿に転じた。左禦衛将軍の号を受け、そのまま知少府事をつとめた。大業11年（615年）、左屯衛大将軍の号を受けた。ときに煬帝が雁門郡で突厥の始畢可汗の兵に包囲を受けた。定興は李世民の進言を受け、旗や幡を数十里に連ね、夜に鉦鼓を鳴らしてあたかも大軍が到着しているかのように装った。始畢可汗は包囲を解いて逃げ去った。
隋末には定興は王世充や段達とともに洛陽に残った。大業14年（618年）、越王楊侗の擁立にも加担した。定興は段達とともに入朝し、王世充に九錫の礼を加えるよう上奏した。皇泰2年（619年）、定興は段達とともに入朝し、楊侗に鄭王王世充へ帝位を譲るように勧めた。

## 伝記資料
- 『隋書』巻61 列伝第26
- 『北史』巻79 列伝第67